# Сисенанд
Сисенанд (умер 12 марта 636) — король вестготов в 631—636 годах.

## Биография

### Ранние годы
Сисенанд принадлежал к знатной вестготской семье, владевшей обширными поместьями в Нарбонской Галлии. Его братьями были епископ Нарбона Селва и епископ Безье Пётр I, то есть представители высшей церковной иерархии Септимании. Возможно, Сисенанд был герцогом этой провинции. Ещё одним его близким родственником был святой Фруктуоз Брагский.

### Правление

#### Приход к власти
Приход к власти Сисенанда происходил насильственным путём. Знатные вельможи Вестготскокого королевства задумали свергнуть короля Свинтилу, который всеми силами пытался урезать права магнатов и высшего духовенства. Герцог Сисенанд по совету остальных, отправился к франкскому королю Дагоберту I для того, чтобы получить армию, которая могла бы свергнуть Свинтилу. В обмен на эту услугу он обещал дать Дагоберту из сокровищницы готов великолепное золотое блюдо весом в 500 фунтов. Алчный Дагоберт приказал собрать армию для помощи Сисенанду. Как только в Испании стало известно, что франки идут на помощь Сисенанду, вся готская армия перешла на его сторону. Франкские полководцы только дошли до Сарагоссы, как город перешёл в руки Сисенанда, и затем 26 марта 631 года и все готы Вестготского королевства провозгласили Сисенанда королём. Свинтилу вынудили отречься от престола, но всё же Сисенанд сохранил ему жизнь.
Нагруженные захваченной добычей, франки вернулись на родину. Дагоберт послал посольство к королю Сисенанду, чтобы получить обещанное блюдо. Оно было вручено послам королём Сисенандом, но затем готы отобрали его силой и не позволили увезти. После долгих переговоров Дагоберт получил от Сисенанда в качестве компенсации за потерю блюда 200 тысяч солидов.

#### Подавление мятежей

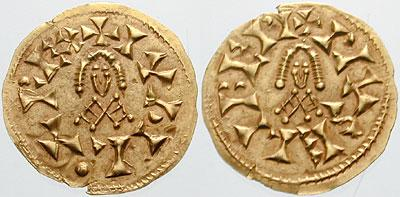
Золотой триенс Юдилы. Монетный двор в Элиберри (совр. Гранада. Вес — 1.42 г Диаметр — 20 мм. Надпись на аверсе — IVDIL.A REX («Юдила — король»), надпись на реверсе — PIVS ELIBERI («Благочестивый. Гранада»)

Видно, поддержка Сисенанда со стороны вестготской знати не была всеобщей. Сразу же по вступлении на престол, новый король был вынужден бороться со значительными внутриполитическими проблемами. Против него поднял мятеж некий Юдила (судя по имени, готского происхождения). Хотя о нём не упоминает ни один письменный источник, он известен по трём найденным монетам, отчеканенным этим претендентом на престол. Так как эти монеты, имеющие надпись «Юдила — король», были отчеканены в Гранаде и Мериде, можно сделать вывод, что его власть некоторое время распространялась на достаточно обширную территорию. Юдилу иногда отождествляют с Гейлой, братом Свинтилы, о котором на Четвёртом Толедском соборе было сказано, что он не сохранил верность ни своему брату, ни королю. Однако это отождествление наталкивается на языковые препятствия. Поэтому предполагается, что были два восстания против Сисенанда, во главе одного из которых стоял Юдила, а во главе второго — Гейла.
Даже в столичной толедской церкви вопрос о поддержке новой власти вызвал острые разногласия, и, возможно именно в связи с ними, митрополит Гелладий покинул свой пост и удалился в близлежащий монастырь, аббатом которого он был до занятия епископской кафедры. Его преемник Юст столкнулся с оппозицией пресвитера Геронтия, которого поддержал король. И в этих довольно трудных условиях на помощь Сисенанду пришёл епископ Севильи Исидор, который решительно поддержал короля. И это дало свои плоды. Исидор был в то время наиболее авторитетным церковным иерархом, и это привело к тому, что больше ни о каком неподчинении Сисенанду говорить не приходилось ни со стороны знати, ни со стороны церкви.

#### Четвёртый Толедский собор
Под председательством Исидора Севильского 5 декабря 633 года начался Четвёртый Толедский собор, который должен был узаконить права Сисенанда на трон. Мосарабская хроника гласит: 

«В 631 году Сисенанд вступил на престол и правил пять лет, как тиран вторгшийся в королевство готов. В третий год своего правления он, подобно Реккареду, древнему королю готов, собрал в Толедо шестьдесят шесть епископов из Нарбоннской Галлии и Испании вместе с викариями, замещавшими отсутствующих, и придворными вельможами в христианской церкви святой девы и великомученицы Леокадии, причём епископ Гиспалиса (Севильи) Исидор, знаменитый книгами, проявляя постоянство, снова приветствовал собравшихся. На этом священном соборе, прославился Браулио, епископ Сарагосы, чьи речи были записаны и в дальнейшем приводили в удивление и восхищение Рим, мать и королеву городов». 
То, что данный Собор был созван не сразу после захвата престола Сисенандом в 631 году, а только спустя два года, видимо, объясняется восстанием Юдилы, которое, видимо, и было подавлено к 633 году. Собор подтвердил избрание королём Сисенанда. Свержение предыдущего короля оправдывалось его мнимыми преступлениями, якобы Свинтила был несправедливым королём и обогащался за счёт бедняков. Собор рассмотрел судьбу свергнутого короля, притом дело было поставлено так, будто бы последний сам раскаялся в своих ошибках и добровольно отрёкся от престола. Свинтила был лишён своего состояния и отправлен в ссылку, где он вскоре и закончил свои дни. Такому же наказанию подвергся и брат Свинтилы Гейла.

Золотой триенс Сисенанда. Монетный двор Герунды (совр. Жирона). Вес — 1.39 г Диаметр — 21 мм. Надпись на аверсе: SISENA:DVS RE (Сисенанд король). Надпись на реверсе: G:RUND: IVSTVS (Герунда. Справедливый)

Должность короля отныне объявлялась избираемой, и в выборе должны были участвовать все знатные люди и епископы Вестготского королевства. Королём избран мог быть только гот. Сисенанд обязался быть умеренным монархом и править справедливо и благочестиво. Кроме того, Собор постановил предавать анафеме всех тех, кто не соблюдал клятву верности королю, совершал покушение на его жизнь или пробовал узурпировать трон. В этих постановлениях можно видеть причину созыва первого государственного собора за 44 года. Узурпация Сисенанда должна была быть узаконена, а его власть подтверждена одобрением церкви. В качестве благодарности церкви Сисенанд отменил все налоги с духовенства и Четвёртый Толедский собор одобрил это постановление.
Однако, собравшиеся епископы, чтобы своим полным согласием не создавать в дальнейшем прецедент насильственного свержения короля, осудил тех священников, которые с оружием выступили против короля. Виновные должны были удалиться в монастырь для покаяния. Также осуждалось для священнослужителей иметь какую либо секретную переписку с властями иностранных государств. Из этого следует, что по большей части духовный клир не участвовал в восстании против Свинтилы, а отнесся к его свержению, если и не отрицательно, то, по крайней мере, безучастно.
Также на соборе были обсуждены вопросы литургии и церковной дисциплины.
Четвёртый Толедский собор вновь вернулся к вопросу иудейской религии. Гонения против евреев ещё более усилились. Были подтверждены постановления предыдущего собора, запрещающие евреям иметь рабов из числа христиан, а также не разрешающие им женится на женщинах-христианках или сожительствовать с ними. Указывалось также, что дети евреев должны были отделены от своих родителей. Хотя, по-видимому, это касалось не всех еврейских детей, а относилось только к крещёным детям. Запрещалось также крещёным евреям поддерживать связь с евреями иудейской веры. Наказание за это преступление было жёстким: необращённый еврей подлежал продаже в рабство, а обращённый подвергался публичной порке.
Так как считалось, что евреи подкупают христиан с целью предотвратить применение этих законов, для уличенных в этом, будь он светским или духовного звания, установилось наказание в виде отлучения от церкви и предания анафеме.
После смерти Сисенанда 12 марта 636 года в Толедо на трон взошёл Хинтила. Сисенанд правил 4 года, 11 месяцев и 16 дней.